# Рівнина Снігуроньки

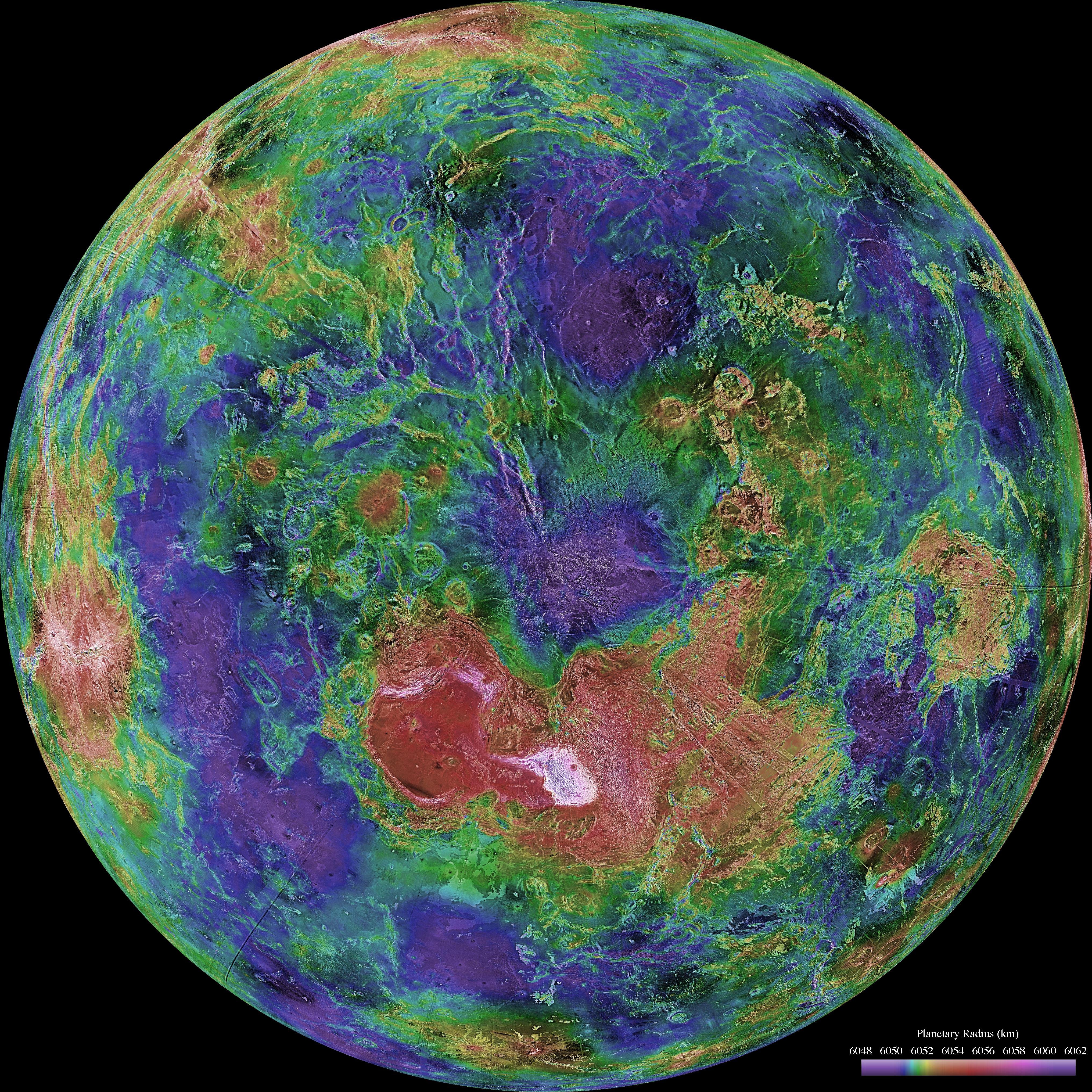
Венера: карта висот (червоне — височини, синє — низовини). Складено за радіолокаційними даними «Магеллана» (прогалини заповнено даними інших апаратів). Північний полюс у центрі; низовини, що його оточують, — рівнина Лоухі (права верхня частина) та рівнина Снігуроньки (все інше)

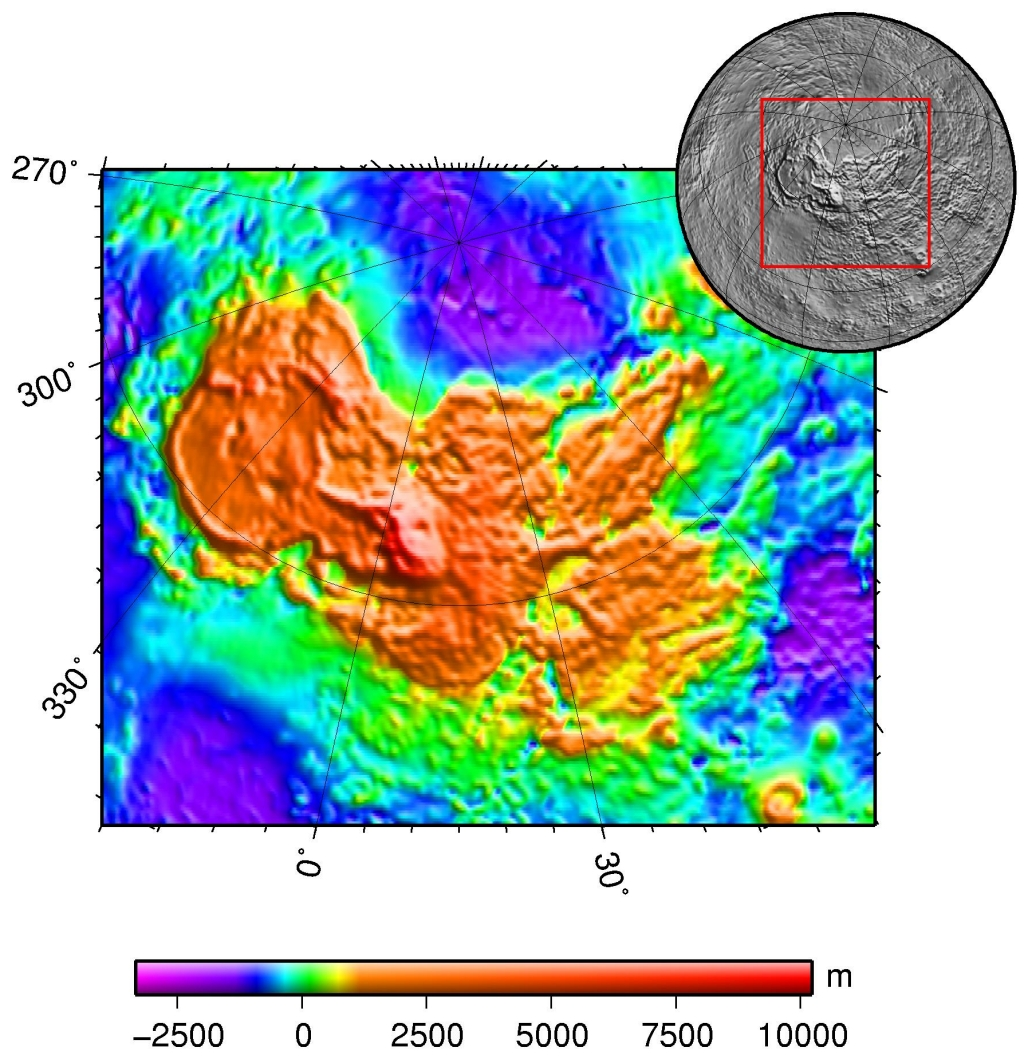
Карта висот. Простора височина — земля Іштар; рівнину Снігуроньки з рівниною Лоухі видно вгорі

Рівнина Снігуроньки (лат. Snegurochka Planitia) — велика рівнина в північній полярній області Венери. Простягається на 2800 км і разом з рівниною Лоухі утворює простору низовину, що оточує полюс і доходить до 75° пн.ш. Отримала ім'я Снігуроньки згідно з правилом називати низовини Венери на честь героїнь міфів та казок. Ця назва була затверджена Міжнародним астрономічним союзом 1985 року.

## Історія дослідження
Спостерігати поверхню Венери у видимому світлі не дає її атмосфера, а радіолокація її полярних областей із Землі неможлива через те, що вони знаходяться на краю видимого диска планети. Не охопив ці області й перший апарат, який виконував радіолокацію Венери з орбіти навколо неї, — «Піонер-Венера-1».
Всі наявні на 2015 рік дані про рівнину Снігуроньки (як і про всю північну полярну область Венери) отримані трьома АМС. Це «Венера-15» та «Венера-16», що працювали в 1983–1984 роках, і «Магеллан», що працював в 1990–1994. Ці апарати картували відбивну здатність поверхні для радіохвиль довжиною 8 см («Венери») і 12,6 см («Магеллан»). «Магеллан» провів картування з кращою детальністю, ніж «Венери» (біля 120 м проти 1–2 км), але він відзняв північну область планети не повністю.
Крім того, ці три супутники робили альтиметричні дослідження. Розділення по горизонталі при цьому було гіршим. У випадку «Магеллана» воно становило 10–30 км (а вертикальне розділення — 80–100 м).

## Розташування
Центр рівнини Снігуроньки розташований за координатами 86°36′ пн. ш. 328°00′ сх. д. / 86.6° пн. ш. 328.0° сх. д. На сході вона обмежена лініями Сел-ані (лат. Szél-anya Lineae), а на заході — грядами Денниці (Dennitsa Dorsa). Ці системи ліній і гряд тягнуться приблизно вздовж меридіанів (80° і 200° східної довготи відповідно) до полюса, де змикаються одна з одною. Вони відокремлюють рівнину Снігуроньки від рівнини Лоухі — іншої частини навколополярної низовини. Таким чином, північний полюс Венери розташований на межі цих двох рівнин, причому рівнина Снігуроньки займає приблизно 240-градусний сектор, а рівнина Лоухі — вдвічі менший.
На півдні рівнина Снігуроньки доходить до 75° пн.ш. та обмежена (зі сходу на захід): краєм землі Іштар, що переходить у тессеру Іцпапалотль, коронами Помони, Анахіт та Бачуе, горами Метіди та Ренпет і короною Масляниці, розташованою на південному кінці гряд Денниці.

## Рельєф

### Загальний опис
Рельєф рівнини Снігуроньки досить рівний (на окремих ділянках — найбільш рівний на Венері), але там є структури й тектонічного, й вулканічного, й ударного походження. За ними можна зробити деякі висновки щодо геологічної історії цієї рівнини, суміжних ділянок та Венери в цілому. Наприклад, рельєф ділянки між рівниною Снігуроньки та плато Лакшмі (високе підняття на заході землі Іштар) дає підстави припускати, що це плато піднялося внаслідок підсування під нього блоків кори з півночі.
За накладаннями та перетинами різних деталей рельєфу рівнини Снігуроньки встановлено, що найстаріші з них — тессери, пояси хребтів та рівнини, перетяті численними лініями. Після них з'явилися дрібні щитові вулкани, які залили свої околиці лавою. Ще пізніше — від 1 до 0,5 млрд років тому — виросли великі щитові вулкани, які призвели до більш масштабного оновлення поверхні (появи просторих лавових рівнин). У цей же час утворилися одні з наймолодших деталей рельєфу — пояси тріщин (можливо, внаслідок розтягування поверхні при піднятті магми). Інші молоді об'єкти — це невеликі (20–50 км у діаметрі) височини, лопатеподібні рівнинні ділянки, що оточують більші височини та, ймовірно, корони. Ознак вітрової ерозії на рівнині Снігуроньки не виявлено.

### Тектонічні структури
Структури, що обмежують рівнину Снігуроньки зі сходу та заходу, — лінії Сел-ані та гряди Денниці відповідно — мають тектонічне походження. Перші — це система паралельних розломів, що утворилися, ймовірно, при розтягуванні поверхні, а другі — система паралельних хребтів, що з'явилися при її стисненні.
На рівнині Снігуроньки є й інші (менші) системи хребтів та розломів. Багато таких структур витягнуто вздовж її південної межі: гряди Фульгори (лат. Fulgora Dorsa), гряди Семуні (Semuni Dorsa), гряди Дянь-му (Dyan-Mu Dorsa), каньйон Місне (Misne Chasma), уступ Уорсар (Uorsar Rupes) і долина Саги (Saga Vallis). У східній частини рівнини розташована велика система ліній — лінії Тезан (Tezan Lineae). Крім того, в різних місцях рівнини є багато дрібних розломів та складок.
На півдні рівнина Снігуроньки межує з двома великими тессерами — своєрідними перетятими в кількох напрямках ділянками, що нагадують паркет. Це тессера Фортуни (Fortuna Tessera) та тессера Іцпапалотль (Itzpapalotl Tessera), які утворюють північну частину землі Іштар. Крім того, невелика тессера є в північно-східній частині рівнини.

### Вулканічні структури
Найпомітніші вулканічні утворення рівнини Снігуроньки — це корони та щитові вулкани. На цій рівнині їх концентрація помітно більша, ніж на сусідній рівнині Лоухі.
Корони (лат. corona, мн. ч. coronae) — це своєрідні кільцеві структури діаметром у сотні кілометрів, які утворилися, ймовірно, при піднятті магми з подальшим опусканням поверхні. На рівнині Снігуроньки цілком або частково розташовані 4 корони, що знаходяться в західній частині її південного краю. Це (зі сходу на захід) 350-кілометрова корона Помони (лат. Pomona Corona), 400-кілометрова корона Анахіт (Anahit Corona), 450-кілометрова корона Бачуе (Bachue Corona) та 200-кілометрова корона Масляниці (Maslenitsa Corona), що розташована на межі рівнин Снігуроньки та Лоухі (на південному кінці гряд Денниці).
Найбільші вулкани рівнини Снігуроньки — гора Ренпет (Renpet Mons) на південно-західному краю рівнини, гора Лаки (Laka Mons) ближче до її центру та гора Сарасваті (Sarasvati Mons) біля межі з землею Іштар. Ці вулкани, ймовірно, не пов'язані з великими тектонічними структурами та розкидані поверхнею випадково. Від них на 150–250 км тягнуться потоки застиглої лави. Вздовж південного краю рівнини витягнута ще одна вкрита застиглою лавою область — потік Хелохи (Heloha Fluctus), що сягає довжини 375 км. Крім того, на рівнині поблизу вулканів трапляються звивисті заглибини — лавові канали.

### Імпактні кратери
Північніше 75° пн. ш. на Венері виявлено 23 імпактних кратера та тісних груп кратерів. Цей підрахунок зроблено за радіолокаційними картами «Магеллана», які охоплюють близько 90% рівнини Снігуроньки та близько 2/3 рівнини Лоухі. Роздільна здатність цих карт — близько 120 м, а діаметр найменшого виявленого кратера — 2,9 км.
16 із 23 згаданих об'єктів лежать на рівнині Снігуроньки, 5 — на рівнині Лоухі та дві — на межі між ними. Найбільші кратери рівнини Снігуроньки — Лагерлеф (60 км у діаметрі), Дашкова (52 км) і Волкова (47 км). Більшість кратерів оточено викидами (у деяких із них викиди вкриті більш пізніми нашаруваннями). Кратери рівнини Снігуроньки, як і Венери в цілому, розподілені поверхнею випадково.